# Hungerstrejk

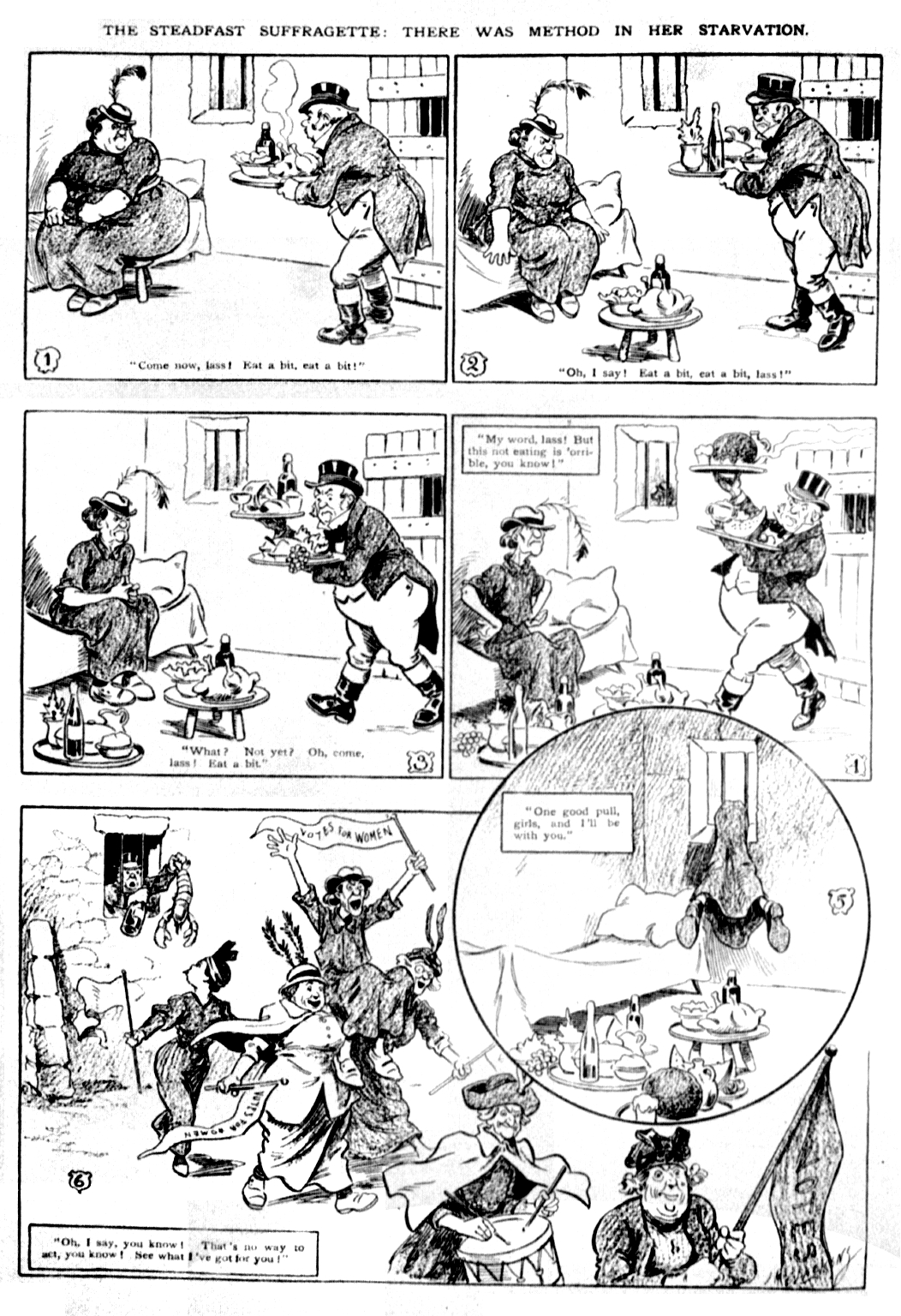
Tecknad serie som visar en hungerstrejkande suffragett.

Hungerstrejk är en form av icke-våldsamt motstånd där de deltagande fastar som en politisk protest, för att uppnå regeländringar, eller för att framkalla skuldkänslor. Vanligtvis intas vätska, men inte fast föda. Hungerstrejkande har ofta tvingats att avsluta sin strejk genom tvångsmatning.

## Historia
Hungerstrejken växte fram i Irland före Kristus, då det var känt vid namn Troscadh eller Cealachan. Hungerstrejken blev till en början tilldelad diverse normer och regler för hur den skulle användas. Det vanligaste sättet genomfördes oftast framför dörren till exempelvis en gärningsman, för att ge denne skuldkänslor. På den tiden ansågs det ge vanheder för den som lät en person dö, för ett fel som man själv gjort. Det var och är också hela syftet med att hungerstrejka, för att man vill driva in skuldkänslor hos de människor som man tycker har gjort fel. Exempel på hungerstrejkare finns legenden Sankt Patrik, Irlands skyddshelgon, som använde sig av hungerstrejk.

## Medicinsk bakgrund
De tre första dagarna av hungerstrejkande använder kroppen fortfarande glukos som energi. Därefter börjar kroppen bearbeta kroppsfettet. Efter ungefär 3 veckor av för lite föda, så går kroppen in i svältläge. Vid det här tillfället börjar kroppen att bryta ner muskler och andra kroppsorgan. Det finns exempel på hungerstrejkare som har överlevt mellan 52 och 73 dagar.

## Hungerstrejk på Sergels torg
Under en vecka i augusti 2007 var det en hungerstrejk på Sergels torg. Protesten handlade om att mellan 400 och 600 afghaner som både bodde och hade fasta jobb i Sverige sedan 4 år tillbaka, var tvungna att åka tillbaka till Afghanistan. Vissa av hungerstrejkarna var medlemmar från Afghanska föreningen i Sverige. Efter tre dagar fick nio personer föras till sjukhus på grund av brist på mat och vatten.